# 库尔玛乡
库尔玛乡，是中华人民共和国新疆维吾尔自治区喀什地区麦盖提县下辖的一个乡镇级行政单位。

## 行政区划
库尔玛乡下辖以下地区：
萨其喀克村、库尔玛村、比尔艾格孜村、布喀帕塔村、塔木墩村、铁热木买里斯村、恰斯村和红光村。